# Rosa derongensis
Rosa derongensis är en rosväxtart som beskrevs av Tsue Chih Ku. Rosa derongensis ingår i släktet rosor, och familjen rosväxter. Inga underarter finns listade i Catalogue of Life.